# De wolf en de vos
De wolf en de vos is een sprookje uit Kinder- und Hausmärchen, de verzameling van de gebroeders Grimm, met als nummer KHM73. De oorspronkelijke naam is Der Wolf und der Fuchs.

## Het verhaal
De wolf is de baas van de vos omdat hij sterker is en de vos wil zijn baas graag kwijt. Op een dag moet de vos voedsel halen en hij stelt voor om naar de boerderij te gaan om een lammetje te halen. Na het lam gegeten te hebben, wil de wolf meer. Hij gaat nu zelf naar de boerderij, maar de moeder van het lammetje merkt hem op en begint te schreeuwen. De boeren zien de wolf en slaan hem vreselijk. De vos vraagt de wolf waarom hij zo'n veelvraat is.
De volgende dag gaan ze het veld in en de vos moet voedsel halen. Hij gaat pannenkoeken halen bij de boerderij en als de wolf zes pannenkoeken heeft gegeten, wil hij meer. Hij gaat naar de boerderij, maar laat de schaal in stukken vallen. De vrouw hoort het kabaal en de knechten slaan hem. De vos vraagt opnieuw waarom de wolf zo'n veelvraat is.
De derde dag moet de vos eten halen en hij stelt voor het vlees van een geslacht dier te halen. De wolf wil nu meteen mee en eet gulzig, maar de vos kijkt steeds om zich heen terwijl hij eet en loopt vaak naar het gat waardoor ze binnen zijn gekomen. Hij test steeds of hij niet te dik is geworden door het vele eten. De wolf wil pas weg als al het eten op is, maar dan komt de boer de kelder in. De vos springt door het gat naar buiten, maar de wolf is te dik en wordt doodgeslagen.
De vos is blij van de oude veelvraat af te zijn en hij rent het bos in.

## Achtergronden bij het verhaal
- Het sprookje komt uit Hessen en is samengesteld uit meerdere versies.
- Varianten van dit verhaal zijn te vinden bij Aesopus en in de antieke wereld (o.a. Phaedrus en Horatius).
- Elementen uit het verhaal komen voor in de Reinaert de vos-fabels.
- In Kinder- und Hausmärchen zijn nog vele soortgelijke verhalen opgenomen, zoals De vos en de moeder van zijn petekind (KHM74), De vos en de kat (KHM75), De vos en de ganzen (KHM86) en vele andere.
- De wolf als listig dier komt ook voor in De wolf en de zeven geitjes (KHM5), Roodkapje (KHM26) en De wolf en de mens (KHM72).
- Een wolf en een vos komen ook voor in De oude Sultan (KHM48).
- Ook in Duimendik (KHM37) eet de wolf te veel, zodat hij niet meer naar buiten kan.